# Акадиан Хаус (Луизиана)
Акадиан Хаус (англ. Acadian House, St. Martinville, Louisiana) — бывшая плантация в городе Сент-Мартинвилле (штат Луизиана), построенная около 1815 года состоятельным каджунским плантатором-акадийцем (отсюда название). 

## Описание
Центральное здание (усадьба) является примером креольского коттеджа, «простой и самобытной» архитектурной формы, популярной в регионе; здание было признано памятником архитектуры в мае 1974 года. Сегодня в нём располагается исторический музей Лонгфелло-Евангелина (фр. Site historique d'État Longfellow-Evangeline, англ. Longfellow-Evangeline State Historic Site), при котором действует старейший парк штата Луизиана, основанный в 1934 году.